# هزاوه
هزاوه یکی از روستاهای شهرستان اراک در استان مرکزی ایران است. این روستا در ۱۸ کیلومتری غرب اراک قرار دارد، هزاوه از توابع بخش مرکزی شهرستان اراک و محل تولد امیرکبیر بزرگمرد تاریخ ایران است و دارای بافت روستایی کوهستانی و آب و هوای مناسب برای باغداری و دارای مزارع وسیع انگور است. مردم هزاوه به زبان فارسی سخن می‌گویند.
روستای هزاوه علاوه بر ویژگی‌های تاریخی دارای ذخایر آب فراوان، آب و هوای کوهستانی و چشم‌اندازهای طبیعی و معماری است.

## نامگذاری
- برخی ریشه کلمه هزاوه را از ریشه «زاو» و «زاوه» می‌دانند. در زبان فارسی کلمه زاو به معنای دره می‌باشد که این با جغرافیای روستا همخوانی دارد. کلمه هزاوه از ۳ جزء «ه» به معنی خوب، «زاو» به معی دره و «ه» نسبت تشکیل شده‌است که معنی «درهٔ خوب» را منتقل می‌کند.[۳]
- روستا دارای چشمه‌های متعددی بوده که در فصل بهار تعداد آن‌ها بیشتر هم می‌شود و از اینرو نام این ده را «هزارآبه» نیز گذاشته بودند که بعداً به «هزارآوه» و به مرور به «هزاوه» تبدیل شده‌است.[۳]

## تاریخ
قدمت هزاوه با توجه به سفال‌های پیدا شده و مطالعات باستان‌شناسی بر روی تپه تاریخی هزش قرن پنجم هجری را نشان می‌دهد. مقبره شاهزاده احمد بر روی بلندترین قسمت روستا واقع در محله بالا ازدیگر آثار تاریخی هزاوه می‌باشد. بنیان این مقبره به دوره ایلخانان می‌رسد اما در دوره صفویه تغییر و تحول بنیادین در آن ایجاد شده تا به شکل کنونی درآمده‌است. هزاوه زادگاه امیرکبیر می‌باشد.

## اقتصاد
هزاوه یکی از بزرگ‌ترین تولیدکنندگان انگور و دیگر فراورده‌های کشاورزی نظیر باسلوق و شیره‌انگور در استان مرکزی می‌باشد.

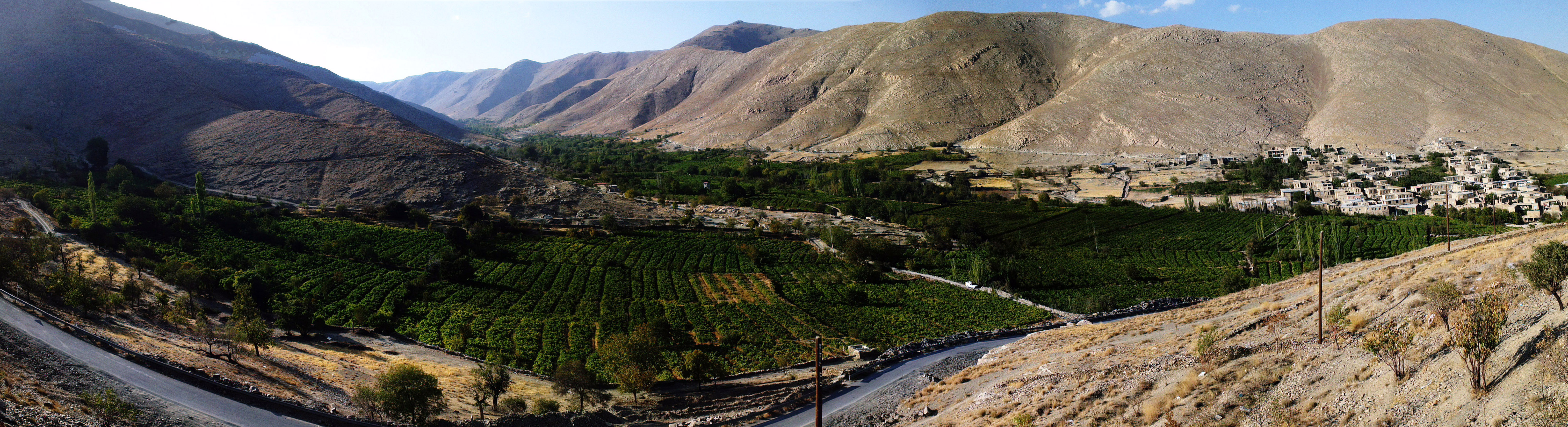
از جمله منابع درآمد مردم این روستا، تولید انگور و فراورده‌های آن از تاکستان‌های متعدد اطراف روستا می‌باشد.

## معماری
این روستا دارای بافت پیچیده‌ای است که از خانه‌های سنگی، گلی به صورت پلکانی، بردامنه شیب کوه‌ها قرار گرفته، این خانه‌ها اکثراً از گل، سنگ و چوب ساخته شده ودارای سقف‌های مسطح هستند. معماری ساخت روستا تحت تأثیر عوامل جغرافیایی، وجود آب درمناطق محله در چهار قسمت عمده متمرکز شده‌اند. نام محله‌ها به ترتیب ده به سمت بالا عبارت‌اند از
- کوهبر
- میان ده
- محله پایین
- محله چاله
- سرآسیاب
- تره زار
- ده بالا[۲]

## جمعیت
این روستا در دهستان امیریه قرار دارد و براساس سرشماری مرکز آمار ایران در سال ۱۳۸۵، جمعیت آن ۱٬۵۸۷ نفر (۴۷۴خانوار) بوده‌است. مردم هزاوه به زبان فارسی سخن می‌گویند.
سادات هزاوه: گفته می شود سادات هزاوه از نسل امامزاده این روستا سلطان سید احمد هستند. همچنین قائم مقام فراهانی از سادات این روستا بوده اند. امروزه بسیاری خانواده ها مانند هاشمی, هاشمی هزاوه، هزاوه  سجادی، قائم‌مقامی و ...از نسل سادات این روستا هستند.

## جاذبه‌های گردشگری
علاوه بر معماری زیبای روستای هزاوه آثار دیگری در این روستا یافت می‌شود که ارزش تاریخی و فرهنگی دارد. این آثار عبارت‌اند از خانه‌قدیمی امیرکبیر، آستان سلطان سید احمد (جد اعلای سید علی خامنه‌ای، رهبر جمهوری اسلامی )، مسجد شبستان دار، درخت سرو کهنسال، حمام قدیمی روستای هزاوه